# Гончарова Наталія Іванівна
Наталія Іванівна Гончарова, до шлюбу Загряжська (22 жовтня/2 листопада 1785 — 2 серпня/14 серпня 1848, Йосифо-Волоцький монастир, Волоколамський повіт, Московська губернія, Росія) — фрейліна з роду Загряжських, власниця підмосковної садиби Ярополець. Мати Наталії Гончарової, дружини Олександра Пушкіна.

## Біографія

### Ранні роки
Наталя була позашлюбною дочкою («вихованкою») Івана Олександровича Загряжського і Еуфрозініі Ульріки фон Ліпхарт (в шлюбі баронеса фон Поссе).
Еуфрозінія Ульріка, дочка остзейського поміщика Карла Ліпхарта і Маргарет фон Фітінгхофф, в Дерпті в 1778 році стала дружиною Моріца фон Поссе. У шлюбі народилася одна дочка, Йоганна Вільгельміна (Жаннет), яка в 1797 році стала дружиною підполковника Фрідріха Левіз оф Менара (1767—1824), майбутнього генерала.
Командир Каргопольского карабінерного полку Іван Загряжський познайомився з подружжям Поссе в січні 1782 року в Дерпті на традиційному зимовому ярмарку. По завершенні ярмарку баронеса Поссе залишила чоловіка і втекла з полковником Загряжським. Еуфрозінія Ульріка жила у Пскові, потім — в Петербурзі. Її чоловік, відставний ротмістр Моріц фон Поссе, після марних спроб розшукати і повернути дружину, подав на розлучення, і 24 серпня 1782 року, після шестимісячного процесу, розлучення було здійснене.
Про появу коханої Загряжського в Яропольці розповідає в своїх спогадах Арапова, дочка Н. М. Пушкіної-Ланської. За її словами, Іван Олександрович привіз до свого маєтку Ульріку, «познайомив свою коханку зі своєю законною дружиною Олександрою Степанівною» і згодом виїхав до Москви, де потім і жив. Олександра Степанівна Загряжська прийняла коханку чоловіка, а після її ранньої смерті взяла на себе всі турботи по вихованню її дочки Наталії. Як повідомляє Арапова, Олександра Степанівна «доклала всіх зусиль, щоб узаконити народження Наталії, захистивши всі її спадкові права». Наталія Іванівна пізніше з теплотою згадувала «матінку Олександру Степанівну».

### Петербург

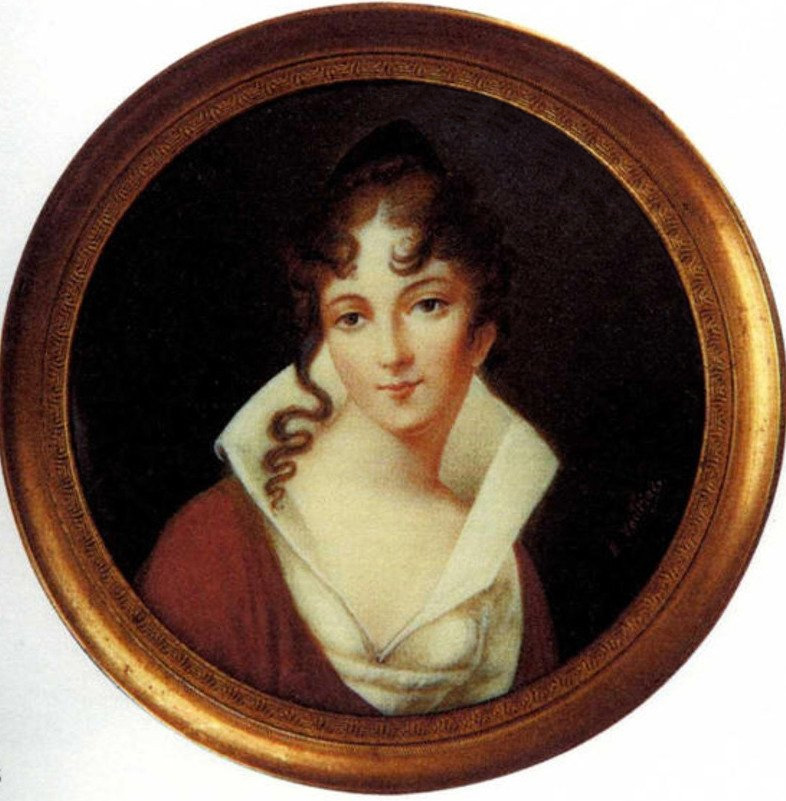
Н. І. Загряжська. Мініатюра початку XIX століття

Пізніше Олександра Степанівна переїхала з дітьми в Петербург. На початку 1800-х Наталія Іванівна разом з єдинокровними сестрами — Софією і Катериною — користувалася заступництвом Наталії Кирилівни Загряжської, дружини їх дядька, Миколи Олександровича. Всі три сестри були взяті у фрейліни до імператриці Єлизавети Олексіївни. При дворі на Наталію Іванівну, яка відрізнялася незвичайною красою, успадкованою, за сімейними переказами, від матері, звернув увагу і захопився нею фаворит імператриці Охотников. Можливо, це було причиною швидкого шлюбу Наталії Іванівни з Миколою Гончаровим. Судячи з запису в камер-фур'єрському журналі, на вінчанні 27 січня 1807 року була присутня вся імператорська сім'я. Посадженим батьком нареченого був Петро Кирилович Розумовський, матір'ю — Наталія Петрівна Голіцина, посадженим батьком нареченої — обер-шенк Микола Олександрович Загряжський, матір'ю — Варвара Олександрівна Шаховська.

### Шлюб
Чоловік Наталії Іванівни, Микола (1787—1865), єдиний син власника фабрик Гончарова Афанасія Миколайовича в Полотняному Заводі, в 1808 році отримав чин колежського асесора і вступив на посаду секретаря московського губернатора, молоде подружжя переїхало в Москву. Батьки Миколи Гончарова роз'їхалися в тому ж році, і незабаром його батько, Опанас Миколайович, вирушив у закордонну подорож. Молодший Гончаров за дорученням керував усіма сімейними підприємствами, які поступово приходили в занепад через марнотратний спосіб життя його батька, і досяг певних успіхів. У 1811 році Микола Гончаров був нагороджений орденом Святого Володимира IV ступеня «за приведення до належного стану і вдосконалення полотняних і паперових фабрик Калузької губернії». З початком війни 1812 року Афанасій Гончаров повернувся в Росію, деякий час батько і син управляли фабриками спільно, але в 1815 році старший Гончаров абсолютно відсторонив від керівництва підприємствами Миколу.
У Наталії Іванівни та Миколи Опанасовича було семеро дітей (Дмитро, Катерина, Іван, Олександра, Наталія, Сергій, Софія), з них молодша, Софія, померла незабаром після народження (1818). У 1815 році вони виїхали з Полотняного Заводу в Москву, залишивши під опікою діда дочку Наталю. У Москві Гончарови жили у власному будинку, що займав разом зі службами майже цілий квартал між Великою і Малою вулицями Нікітськими.
Мабуть, уже в кінці 1814 року, стали проявлятися ознаки хвороби Миколи Опанасовича. Вважалося, що він «пошкодився в розумі», невдало впавши з коня (Арапова). Деякі дослідники мають сумнів в правдивості відомостей, повідомлених Араповою. На думку біографів Наталії Миколаївни Пушкіної, І. Ободовської і М. Дементьєва, які вивчали архів Гончарових, він страждав на алкоголізм, і, ймовірно, причиною того було усвідомлення, що його батько розоряє сім'ю. В одному з листів свекру Наталія Іванівна повідомляє, що чоловік «зізнався, що випивав до семи склянок простого вина» і що під час запоїв він грубий з нею. Микола Опанасович поводився буйно, і, заради спокою дітей, його поселили в окремому флігелі з прислугою. Стосунки подружжя відновлювалися в періоди поліпшення стану чоловіка, проте вони траплялися все рідше. У 1817 році Наталія Іванівна писала старшому Гончарову: «Хоча звичайно обходження чоловіка мого зі мною не відповідає ні в чому його колишній до мене любові, але чи можу я колись змінити свої наміри і залишити його одного, мабуть, ніколи не в змозі цього зробити».

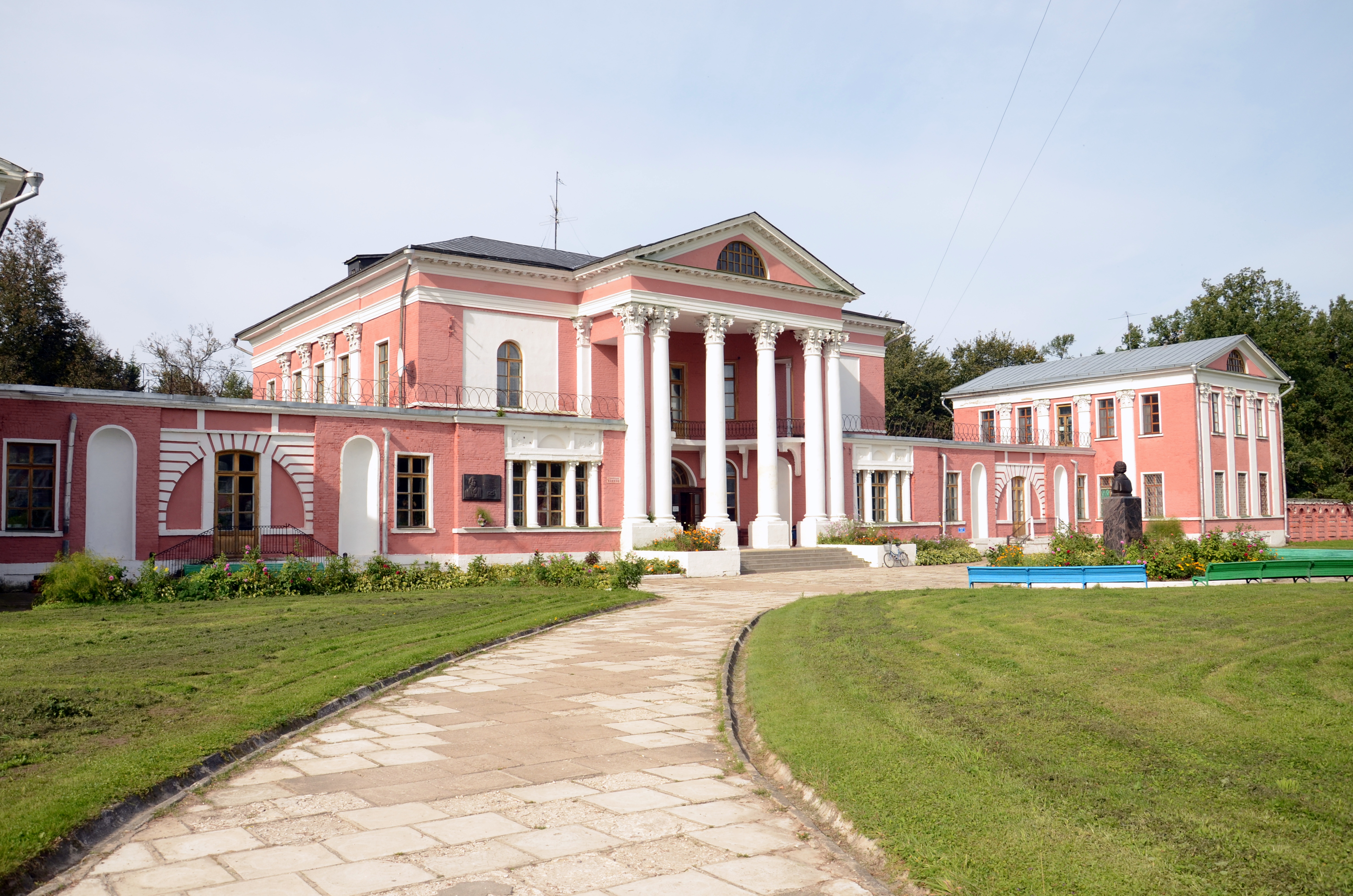
Ярополецька садиба Наталії Гончарової

У 29 років Наталя Іванівна стала головою великої родини і взяла на себе турботу про хворого чоловіка. Свекор щорічно виділяв їй з коштів, одержуваних в якості плати за оренду однієї з його фабрик, спочатку 35-40 тисяч рублів, з часом сума утримання зменшилася. Як через роки згадувала її молодша дочка, і на 40 тисяч в рік Наталія Іванівна «не зводила кінці з кінцями» . Однак на навчання дітей Гончарова грошей не шкодувала, давши їм по можливості гарну домашню освіту. Син Іван завершив навчання в приватному ліцеї; старший, Дмитро, закінчив Московський університет.
Сімейні негаразди озлобили Наталію Іванівну, через важку вдачу її боялися діти. Про суворість, нестриманості Гончарової свідчать всі, хто знав її; підтверджує це і сімейне листування Гончарових. Розраду Наталія Іванівна шукала в релігії.

### Гончарова і Пушкін
Непрості стосунки склалися у Наталії Іванівни з чоловіком молодшої дочки. Після довгих коливань (Пушкін не був багатий, мав репутацію неблагонадійного, відомо було також, що він грав і програвав великі суми) вона прийняла його другу пропозицію на початку квітня 1830 року і дала згоду на шлюб Наталії. Однак з гордості не погоджувалася видавати дочку без приданого, на яке грошей у розорених Гончарових не було. Весілля, призначене  на 6 травня, все відкладалося. Спочатку Наталя Іванівна передбачала виділити дочці частину маєтку Ярополець, але відмовилася від цього наміру, так як побоювалася, що Пушкіни продадуть її. В кінці серпня, перед від'їздом в Болдіно, Пушкін посварився з майбутньою тещею, він писав нареченій: «Якщо Ваша матінка вирішила розірвати заручини, а ви вирішили коритися їй,— я підпишуся під усіма приводами, які їй до вподоби буде виставити, навіть якщо вони будуть також ґрунтовні, як сцена, влаштована нею мені вчора, і як образи, якими їй до вподоби мене обсипати». Повертаючи Наталії Миколаївні свободу, він оголошував, що одружиться тільки з нєю або не одружиться ніколи.
Як згадувала багато пізніше Наталя Миколаївна, мати змушувала її писати нареченому під диктування «уколи», але вона їх завжди додавала постскриптумом «після ніжних своїх рядків, і Пушкін це розумів».
Повернувшись до Москви, Пушкін заклав маєток батька Кістеньово і частину грошей передав в борг Гончаровій-старшій на придане. Ці одинадцять тисяч рублів Гончарови так ніколи не повернули Пушкіну. Наталія Іванівна в якості подарунка до весілля дала заставну на свої діаманти, дід нареченої — мідну статую Катерини II.
Гончарова намагалася керувати сімейним життям дочки, і Пушкін поїхав разом з дружиною в Петербург. Він планував зробити це вже перед весіллям («я одружуся того місяця, півроку поживу в Москві, влітку приїду до вас. Я не люблю московського життя. Тут живи не як хочеш — як тітки хочуть. Теща моя та сама тітка», писав він Плетньову до Петербурга в січні 1831 року), а втручання Наталії Іванівни прискорило цю подію.
Пізніше, з появою у Пушкіних дітей, напруга в стосунках Наталії Іванівни з зятем дещо спала. У серпні 1833 року, коли Пушкін заїхав в Ярополець по дорозі з Петербурга в Москву, Наталя Іванівна прийняла його «з задоволенням». Про цей візит Пушкін докладно розповідав у листі до дружини. Другий раз він відвідав тещу в жовтні 1834 року, і вона була «йому дуже вдячна за увагу».

### Останні роки
На початку 1830-тих років Наталя Іванівна фактично залишила чоловіка, турботу про якого пізніше взяв на себе молодший син Сергій, і переселилася в Ярополець, який відійшов до неї в 1821 році після смерті дядька, Н.А.Загряжського. Її дочки, Олександра і Катерина, після шлюбу молодшої сестри жили також в селі, в маєтку Полотняний Завод. У листах до рідних вони скаржилися, що «кинуті на волю Божу»: мати не бажала проводити зими в Москві, для того, щоб вивозити в світ дочок, сама вона довго жила в Яропольці,  який дуже любила.
Керував Яропольцем московський міщанин Семен Федорович Душин, який мав на власницю маєтку величезний вплив. Їхні стосунки виходили за рамки звичайних відносин поміщиці і управителя. Цей зв'язок був джерелом невдоволення молодших Гончарових, які вважали, мабуть, не без підстав, що Душин оббирає Наталію Іванівну. Для неї стала важким ударом смерть Душина в 1842 році. За її бажанням управителя поховали поруч з садибним будинком, біля вівтаря церкви Різдва Іоанна Предтечі, на надгробку написані слова подяки за «невпинне і неупереджене» керівництво Яропольцем і вірші, можливо складені самою Гончаровою. У день смерті Душина Наталія Іванівна записала в своєму альбомі слова Шатобріана: «Людина, смерть якої залишила в моєму житті таку порожнечу, яка не зникне з роками» .
Торкаючись останніх років життя Гончарової, Щоголєв писав: «… вона [Н І. Гончарова] була вже притчею у сусідів: пила по лікарському пораднику і тішилася ласками кріпаків лакеїв по черзі».
З єдинокровними сестрами Наталія Іванівна посварилася через розділ спадщини після смерті брата Олександра і дядька, Миколи Олександровича Загряжського. Так, отримавши Ярополець, вона відмовилася від інших маєтків, за це сестри мали виплатити компенсацію в 300 тисяч рублів, однак повністю Наталія Іванівна так її і не отримала. В останній раз Наталія Іванівна бачилася з Катериною Іванівною в березні 1837 року в Полотняному Заводі, куди Загряжська супроводжувала овдовілу Наталію Миколаївну Пушкіну. Тут між сестрами стався остаточний розрив, можливо, Гончарова в чомусь звинувачувала Загряжську в зв'язку з подіями, які передували дуелі Пушкіна. Спеціальним написом на своєму заповіті від 11 грудня 1837 року Катерина Іванівна підтвердила, що все своє майно залишає Софії де Местр, і, мабуть, це було наслідком останнього побачення Загряжської і Гончарової. Пізніше Наталія Іванівна з гіркотою писала старшому синові: «Воістину важко і гірко бути несправедливо засудженою своїми найближчими людьми, особливо тими, з ким пройшло дитинство і юність. Здавалося б, ці перші дружні стосунки сестер повинні залишитися нерозривними … і однак корисливі розрахунки змінюють все — сумна дійсність, ось що мені залишається».
Наталія Іванівна не порвала відносин зі старшою дочкою Катериною, після того, як та поїхала з чоловіком Жоржем Шарль Дантесом за кордон, проте з роками писала їй все рідше. Щоголєв у своїй роботі «Дуель і смерть Пушкіна» стверджував, що у нащадків Дантеса зберігається «чимало великих і задушевних листів Н.І. Гончарової і її синів до Катерини Миколаївни та її чоловіка Дантеса» і що це є доказом неповаги Гончарових до пам'яті Пушкіна. Невідомо, чи мав дослідник доступ до паперів Дантесів-Геккернів, в книзі він наводить всього два листи Наталії Іванівни Дантесу: згода на його шлюб з Катериною і весільне привітання. Іншої думки про ставлення Гончарової до Дантеса дотримуються Ободовська і Дементьєв, які працювали з  архівом Гончарових. Безумовно, Наталія Іванівна намагалася підтримати старшу дочку, як виявилося, назавжди відірвану від батьківщини і родини. У своїх листах Гончарова не торкалася «інтимних і делікатних питань», ніколи не згадуючи про трагедію 1837 року. На думку Ободовської і Дементьєва: «Треба думати, вони [листи] були люб'язними, але навряд чи „задушевними“, як каже Щоголєв».
Після смерті Катерини в 1843 році Наталя Іванівна запропонувала Дантесу взяти її дітей, «щоб бути їм матір'ю». Невідомо, яка була відповідь Дантеса, але онуки Гончарової від Катерини Миколаївни залишилися у Франції і були виховані неодруженою сестрою Дантеса.
Померла Наталія Гончарова 2 серпня 1848 року в Йосифо-Волоцькому монастирі, куди щорічно ходила на богослужіння пішки. У монастирі ж вона і була похована. Могила Наталії Іванівни після революції була знищена .